# Путраджая
Путраджая (на малайски: Putrajaya – Славен принц; от putra – принц, jaya – славен) е новият федерален административен център на Малайзия, там е седалището на правителството. Има население от 67 964 души към 2010 г.

## История
Селището е основано през 1918 г. от британците с името Еър Хитам (Air Hitam), по-късно е преименуван на Пранг Бесар (Prang Besar).
Поради пренаселването на столицата Куала Лумпур в края на 1980-те години е взето решение правителствените служби да се преместят в близко селище, за което е избран Пранг Бесар. В средата на 1990-те години федералното правителство откупува от щата Селангор парцел от 45,8 km², включващ Пранг Бесар, и го обявява (2001) за федерална територия (такъв статут имат още столицата Куала Лумпур и офшорната зона Лабуан край Бруней).
Градът става седалище на правителството, чиито служби се преместват там през 1999 г. Столицата Куала Лумпур остава седалище на краля и на парламента на Малайзия.

## География
Разположен е на 32 км южно от столицата Куала Лумпур. Новият урбанистичен обект е широк 15 км и дълъг над 50 км, с обща площ от 49 кв. км. Планиран е да се развие в милионен интелигентен град-градина. Предвидено е зелените площи да заемат 38 % от територията на Путраджая.